# Muñoveros
Muñoveros és un municipi de la província de Segòvia, a la comunitat autònoma de Castella i Lleó.

## Demografia
| 1991 | 1996 | 2001 | 2004 | 2017 |
| ---- | ---- | ---- | ---- | ---- |
| 208  | 218  | 199  | 197  | 160  |